# 50 (عدد)
50 (خمسون) هو عدد صحيح يلي العدد 49 ويسبق العدد 51 وهو عدد طبيعي موجب.
- مجموع مجموعة من الأرقام المربعة:
  - 12 + 72=50
  - 52 + 52=50
  - 32 + 42 + 52=50
- 50% كنسبة من شئ ما تعني نصفه.

## في الإسلام
ذكر الرقم خمسين في القرآن مرة واحدة في الآية القائلة: ﴿وَلَقَدْ أَرْسَلْنَا نُوحًا إِلَى قَوْمِهِ فَلَبِثَ فِيهِمْ أَلْفَ سَنَةٍ إِلَّا خَمْسِينَ عَامًا فَأَخَذَهُمُ الطُّوفَانُ وَهُمْ ظَالِمُونَ ۝١٤﴾ [العنكبوت:14]